# Uroptychodes babai
Uroptychodes babai is een tienpotigensoort uit de familie van de Chirostylidae. De wetenschappelijke naam van de soort is voor het eerst geldig gepubliceerd in 2010 door Dong & Li.